# Posvátný háj

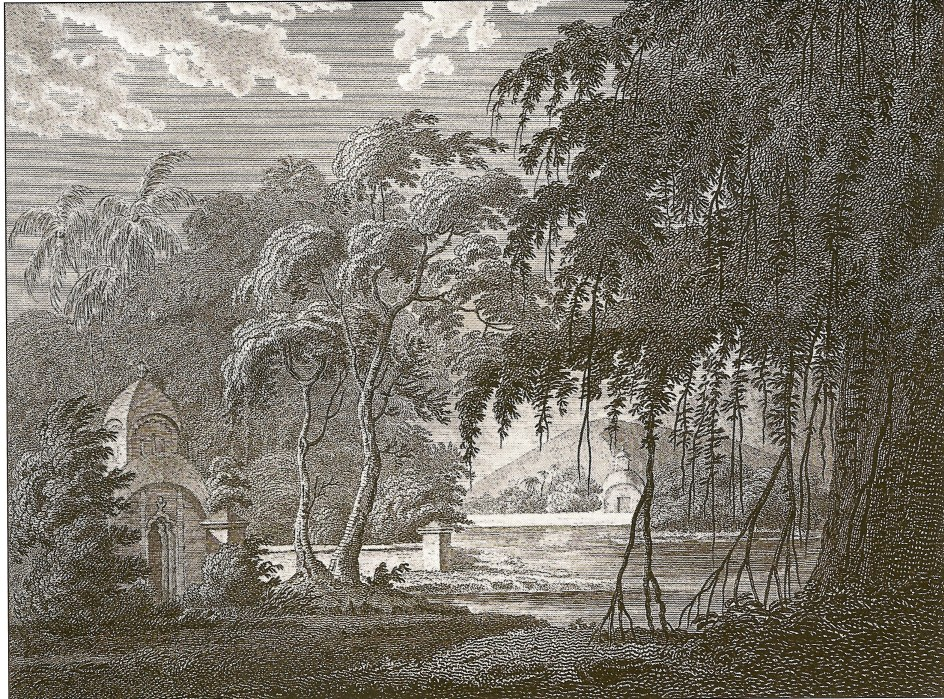
Představa posvátného háje

Posvátný háj je kultovní prostor tvořený stromy. Významné místo stále má v současném hinduismu, šintoismu, tradičních afrických náboženstvích a novopohanství. Historicky byly háje také posvátné v předkřesťanských náboženstvích Evropy a Předního východu. Konkrétními příklady označení posvátných hájů je slovanský svatobor, řecký temenos, severský hörgr nebo keltský nemeton.

## Slované
Historicky je Dětmarem z Merseburku doložen háj Zutibure, tedy Svatobor, v Lužici. Posvátné háje nejspíše existovaly i na jiných místech stejného jména jako je například Svatobor u Sušice. Dětmar také uvádí že lutická svatyně Retra byla zbudována v posvátném háji. Kronikář Helmold z Bosau zase zmiňuje háj boha Proveho ve městě Stargard. Úcta k hájům přetrvala i ve slovanské lidové kultuře, v severním Rusku ještě v 19. stály u vesnic borové háje nazývané boželesje či moljonyj les, kterých se nesměl nikdo dotknout.
Etymologicky slovo háj souvisí s ochranou a "hájením". Podle Grażyny Rytter znamená praslovanské slovo gajъ "ritualizovaný okrsek" či "místo pobytu mrtvých předků", doslovně "místo kde žijí mrtví". Podobný význam má i slovo ráj – rajъ, "ritualizovaný okrsek" či "místo pobytu duší".